# خوان کارلوس سوکورو
خوان کارلوس سوکورو (انگلیسی: Juan Carlos Socorro؛ زادهٔ ۱۳ مهٔ ۱۹۷۲) بازیکن سابق فوتبال اهل ونزوئلا است که پست هافبک بازی می‌کرد و در حال حاضر مدیر باشگاه اسپانیایی سن فرناندو است.
وی همچنین در تیم ملی فوتبال ونزوئلا بازی کرده‌است.